# 몰 농도
몰 농도(영어: molar concentration 또는 molarity)는 용액 1리터 속에 녹아 있는 용질의 양을 몰로 나타낸 것을 말한다.
몰 농도는 화학에서 주어진 단위 체적 내에서, 용액 속의 용질의 농도 또는 분자나 이온 그리고 원자 종의 농도의 척도가 된다. 그러나, 가끔 열역학 측면에서 몰농도의 사용은 아주 알맞은 것은 아니다. 왜냐하면 대부분의 용액의 부피는 온도 때문에 열팽창의 영향을 어느 정도 받기 때문이다. 이 문제는 흔히 온도 보정 인자를 도입하거나, 또는 몰랄 농도(molality)와 같은 온도와 무관한 척도를 사용함으로써 해결한다.

## 정의
몰 농도는 용액의 단위 부피 당 양으로 정의된다.:
{\displaystyle c={\frac {n}{V}}={\frac {N}{N_{\rm {A}}\,V}}={\frac {C}{N_{\rm {A}}}}.}
여기서, n은 용질의 양(몰의 수), N는 부피 V에 들어 있는 분자의 수, N/V 비는 수밀도 C, 그리고 NA는 아보가드로 수, 약 6.022×1023 mol−1.
또는 좀 더 간단하게: 1 molar = 1 M = 1 mol/L이다.

## 단위
몰 농도에 대한 SI 단위계는 몰 매 세제곱미터(mol/m3)이다. 그러나 대부분의 화학 서적에서는 전통적으로 mol/L와 같은 값인 mol/dm3를 사용한다. 이 전통적인 단위는 대문자 M("molar"를 의미함)으로 쓰며, 아래와 같이 SI 접두어와 같이 쓴다.:
mol/m3 = 10-3 mol/dm3 = 10-3 mol/L = 10-3 M = 1 mM .
밀리몰라( "millimolar")와 마이크로몰라("micromolar")는 각각 mM와 μM (10−3 mol/L와 10−6 mol/L)로 쓴다.
| 명칭         | 약어 | 농도                            |
| ------------ | ---- | ------------------------------- |
| 밀리몰라     | mM   | 10−3 몰라                       |
| 마이크로몰라 | μM   | 10−6 몰라                       |
| 나노몰라     | nM   | 10−9 몰라                       |
| 피코몰라     | pM   | 10−12몰라                       |
| 펨토몰라     | fM   | 10−15 몰라                      |
| 아토몰라     | aM   | 10−18 몰라                      |
| 젭토몰라     | zM   | 10−21 몰라                      |
| 욕토몰라     | yM   | 10−24 몰라 (1.6 리터 당 1 분자) |

## 무게 몰농도
몰농도를 용액 1kg속의 몰수로 나타내어 ‘무게 몰농도’라고 하는데, 별로 쓰이지 않는다.

## 같이 보기
- 몰
- 몰랄 농도